# Sztuhna (vasútállomás)
A Sztuhna (ukránul: Стугна) vasúti megállóhely Ukrajna Kijevi területén, Ukrajinka város mellett.
A személyforgalmat kiszolgáló állomás a Kijev-Demijivka és Mironyivka közötti egyvágányos vasútvonalon található. A szomszédos vasútállomások Kijev irányáb az 5 km-re lévő Tacenki vasúti megállóhely, Mironyivka irányába a 2 km-re található Tripillja-Dnyiprovszke vasútállomás. A megállóhely csak személyforgalmat szolgál ki és kizárólag a Kijev és Mironyivka között közlekedő elővárosi vonatok állnak meg ott. A Kijevi főpályaudvar vasúton 49 km-re található. Az állomáson napi három pár vonat halad keresztül.
A vasútállomást az 1980-as évek elején, a vasútvonal létrehozása során építették. A megállóhely egy peronnal és két vágánnyal rendelkezik. Az állomáson egy fedett váróhely található, állomásépülettel, pénztárral nem rendelkezik. Az állomás a Sztuhna folyón átívelő vasúti híd közelében fekszik. Az állomás is a folyóról kapta a nevét.

## Vasútvonalak
Az állomást az alábbi vasútvonalak érintik:

## Kapcsolódó állomások
A vasútállomáshoz az alábbi állomások vannak a legközelebb:
- Tacenki
- Tripillja-Dnyiprovszke